# Брно-Туржаны (аэропорт)
Туржаны (чеш. Tuřany / Letiště Brno-Tuřany) — международный аэропорт чешского города Брно. Аэропорт принадлежит Южноморавскому краю и находится в управлении компании Letiště Brno, a.s.
Аэропорт способен принимать самолёты типа Boeing 767 и Airbus 330/340.
Терминал состоит из двух корпусов — старого, построенного в 50-е годы и нового, открытого в 2006-м году. Пропускная способность нового корпуса составляет тысячу пассажиров в час, а само здание выполнено в стиле органической архитектуры.
Аэропорт располагается в черте города, рядом с автомагистралью D1; он обслуживается автобусами маршрутов 76 и 89 (ночной), которые связывают его с главным железнодорожным вокзалом города.
Неподалёку от современного местоположения аэропорта состоялась битва под Аустерлицем.

## Пункты назначения и перевозчики

### Регулярные рейсы
На декабрь 2021 года регулярные авиарейсы совершают следующие авиакомпании:
| Авиакомпания | Страна   | Направление       | Раз в неделю | Самолёт        | Примечания         |
| ------------ | -------- | ----------------- | ------------ | -------------- | ------------------ |
| Ryanair      | Ирландия | Лондон (Станстед) | 5            | Boeing 737-800 | Лондон с 2005 года |

### Грузовые рейсы
| Авиакомпания         | Страна  | Направление | Самолёт        |
| -------------------- | ------- | ----------- | -------------- |
| ASL Airlines Belgium | Бельгия | Льеж        | Boeing 737-400 |
| DHL                  | ФРГ     | Лейпциг     | Boeing 757-200 |

## Деятельность
В 2009 году самыми популярными направлениями были: Лондон (101 тыс., −15 %), Прага (42 842, +18 %), и Москва (21 520, +5 %).
Пассажирооборот по годам:
| Год                   | 1998 | 1999 | 2000 | 2001 | 2002 | 2003 | 2004 | 2005 | 2006 | 2007 | 2008 | 2009 | 2010 | 2011 | 2012 | 2013 | 2014 | 2015 | 2016 | 2017 | 2018 | 2019 | 2020 | 2021 | 2022 |
| --------------------- | ---- | ---- | ---- | ---- | ---- | ---- | ---- | ---- | ---- | ---- | ---- | ---- | ---- | ---- | ---- | ---- | ---- | ---- | ---- | ---- | ---- | ---- | ---- | ---- | ---- |
| Пассажиров, тыс. чел. | 110  | 128  | 113  | 129  | 157  | 166  | 172  | 316  | 394  | 415  | 506  | 441  | 397  | 557  | 535  | 463  | 486  | 466  | 418  | 470  | 501  | 544  | 86   | 186  | 472  |
| Изменение, %          | ▬    | ▲16  | ▼12  | ▲14  | ▲22  | ▲6   | ▲3   | ▲84  | ▲25  | ▲6   | ▲22  | ▼13  | ▼10  | ▲41  | ▼4   | ▼13  | ▲5   | ▼4   | ▼10  | ▲12  | ▲7   | ▲9   | ▼84  | ▲116 | ▲154 |

В аэропорту базировалась коммерческая воздушная служба спасения Alfa Helicopter.